# (3235) Melchior
(3235) Melchior (1981 EL1; 1959 EX; 1975 WA) ist ein ungefähr neun Kilometer großer Asteroid des mittleren Hauptgürtels, der am 6. März 1981 vom belgischen Astronomen Henri Debehogne und vom italienischen Astronomen Giovanni de Sanctis am La-Silla-Observatorium auf dem La Silla in La Higuera in Chile (IAU-Code 809) entdeckt wurde.

## Benennung
(3235) Melchior wurde nach dem belgischen Astronomen Paul Melchior (1925–2004) benannt, der Generalsekretär der Internationalen Union für Geodäsie und Geophysik und Direktor der Königlichen Sternwarte von Belgien (IAU-Code 012) war. Seine Entwicklung einer weltweiten Gezeitenkarte ermöglichte die Bewertung der indirekten Auswirkungen der Ozeane auf die Gezeiten und zeigte eine Korrelation zwischen den Gezeiten und der Tektonik.